# Episcada ticidella
Espèce
Episcada ticidella est un insecte lépidoptère  de la famille des Nymphalidae, de la sous-famille des Danainae et du genre Episcada.

## Dénomination
Episcada ticidella a été décrit par William Chapman Hewitson en 1869 sous le nom initial d' Ithomia ticidella.

### Sous-espèces
- Episcada ticidella ticidella; présent en Équateur.
- Episcada ticidella ssp; présent au Pérou.
- Episcada ticidella ssp; présent au Pérou

## Description
Episcada ticidella est un papillon d'une envergure d'environ 50 mm, à l'abdomen mince, aux ailes antérieures beaucoup plus longues que les ailes postérieures et à bord interne très concave.
Les ailes sont transparentes avec de très fines veines et une bordure marron ocre doré sur le dessus comme sur le revers.

## Écologie et distribution
Episcada ticidella est présent en Équateur et au Pérou.

### Protection
Pas de statut de protection particulier.